# وابل (طب)
وابِل (بالإنجليزية: Douche)‏ هو جهاز يُستخدم بهدف إدخال تيار من الماء في الجسم لأسباب طبية أو صحية.		
وبالإضافة إلى ذلك، يرتبط التنظيف مع عدد من المشاكل الصحية سرطان عنق الرحم، إلتهاب الرحم، وزيادة خطر الأمراض المنقولة جنسيا، وبالتالي لا يوصى به.

النساء اللواتي يستخدمن الري لديهم أيضا استعداد متزايد لتطوير المهبل البكتيري،

والذي يرتبط بدوره مع نتائج الحمل السلبية (بما في ذلك الحمل خارج الرحم، وانخفاض الوزن عند الولادة، والعمالة المبكرة والولادة المبكرة) وزيادة خطر الأمراض المعدية المنقولة جنسيا.

من أجل تجنب انتقال البكتيريا المعوية في المهبل، يجب أن لا تستخدم نفس دش لالحقنة الشرجية ودش في المهبل.
يمكن أن تؤدي إصابات المسالك البولية إلى عدوى المثانة، ويرجع ذلك في الغالب إلى تلوث البكتيريا المعوية.
ووجدت دراسة استقصائية أجريت عام 1995 نقلا عن دراسة أجرتها جامعة روتشستر أن 27 في المائة من النساء في الولايات المتحدة اللواتي تتراوح أعمارهن بين 15 و 44 عاما قد انتشرت بانتظام، ولكن هذا الغسل كان أكثر شيوعا بين النساء الأفريقيات من أصل أفريقي (أكثر من 50 في المائة) من النساء البيض (21 في المائة) و الغسل المتكرر يسهم في زيادة تواتر المهبل البكتيري بين النساء من أصل أفريقي من المتوسط. (Source as above)